# Meg Rosoff

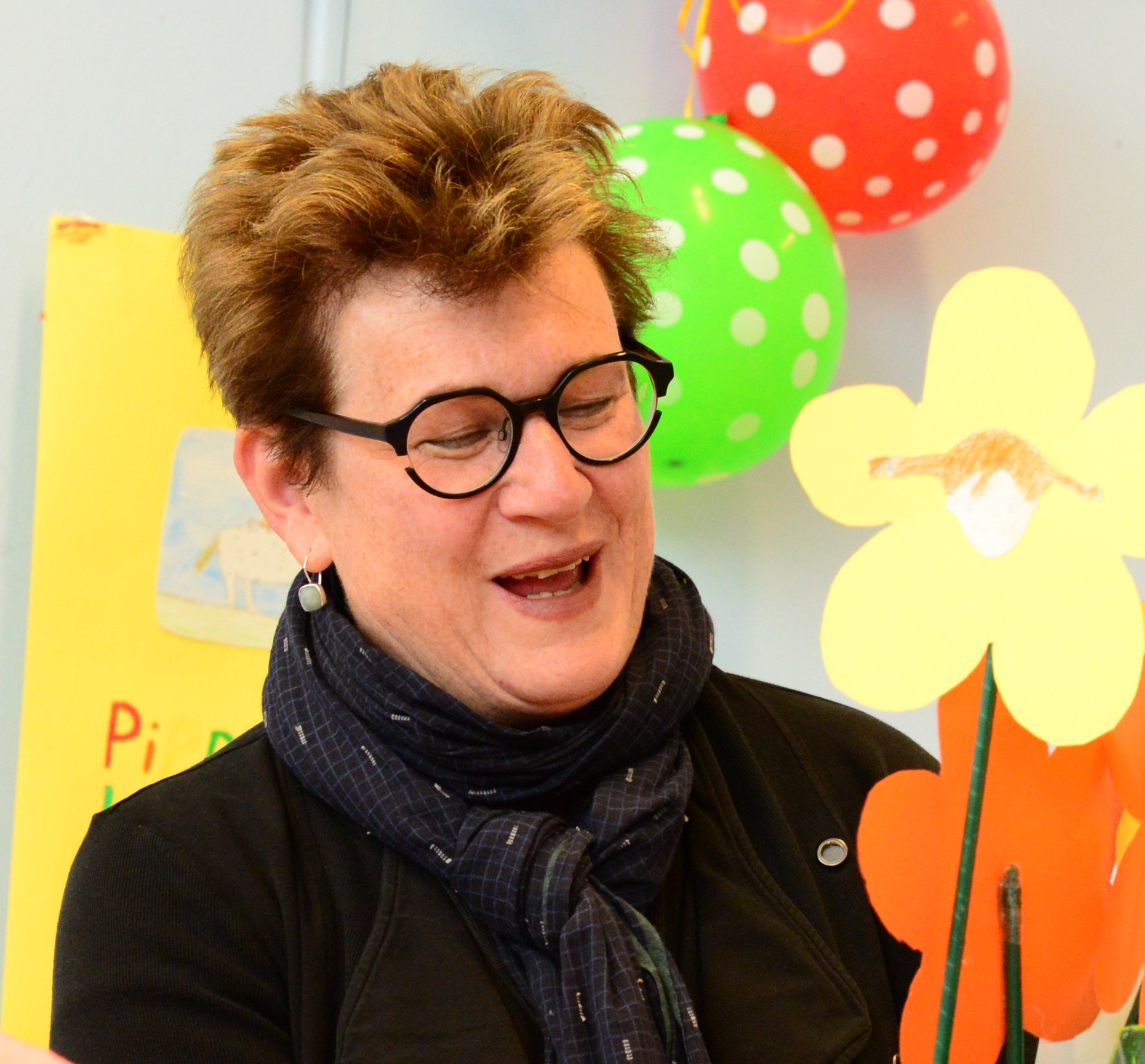
Meg Rosoff

Meg Rosoff (* 16. Oktober 1956 in Boston, Massachusetts) ist eine US-amerikanisch-britische Schriftstellerin, die in London lebt.

## Leben und Werk
Rosoff studierte drei Jahre in Harvard, danach besuchte sie ein Jahr lang die Kunsthochschule in London. Später ging sie nach New York und war in der Werbebranche tätig. 1989 zog es Rosoff wieder nach London, wo sie heute gemeinsam mit ihrem Mann und ihrer Tochter lebt. Ihr gefeierter Debütroman So lebe ich jetzt (dt. 2005) erzählt von einem mysteriösen Bürgerkrieg, der das Leben in England zerstört und fünf Kinder zu einer Odyssee zwingt. Für ihr zweites ins Deutsche übersetzte Buch, Was wäre wenn (2007), wurde sie 2008 mit dem Deutschen Jugendliteraturpreis ausgezeichnet. Bis heute hat Rosoff elf Bücher geschrieben: einen Reiseführer, drei Bilderbücher und sieben Jugendbücher. In deutscher Übersetzung sind bislang sechs ihrer Bücher erschienen, die alle von Brigitte Jakobeit übersetzt wurden. Ihr 2011 erschienener Roman There Is No Dog (2011, dt.: Oh. Mein. Gott, 2012) löste in Großbritannien und international Kontroversen aus. Rosoff wurde nach Einladung zum britischen Bath Festival of Children’s Literature wegen des angeblich „blasphemischen“ Charakters von Oh. Mein. Gott. wieder ausgeladen. Auch die Veranstalter des Emirates Airline Festival of Literature luden Rosoff zunächst mit dem Roman Oh. Mein. Gott. ein und anschließend wieder aus – mit der Begründung, der Roman sei „unpassend“ für das Festivalpublikum. Ungeachtet dieser Kontroversen gilt Rosoff seit ihrem literarischen Debüt als eine der bedeutendsten Jugendbuchautorinnen und -autoren weltweit. Dies belegen nicht nur die zahlreichen Preise, mit denen sie ausgezeichnet wurde, sondern ebenso das beeindruckend positive Echo, das sie seit Jahren im deutschen wie den internationalen Feuilletons erhält. Neben dem Deutschen sind Rosoffs Romane auch ins Niederländische, Französische, Hebräische, Spanische, Schwedische, Italienische, Japanische, Koreanische, Slowenische, Katalanische, Tschechische, Dänische, Finnische, Kroatische, Ungarische und Norwegische übersetzt. 2017 hielt Rosoff die Eröffnungsrede im Kinder- und Jugendprogramm des Internationalen Literaturfestivals Berlin.

## Literarischer Stil
„Offiziell sind das Bücher für Jugendliche. Drei der vier außergewöhnlichen Romane liegen in der den trockenen, lyrischen Ton sehr gut treffenden Übersetzung von Brigitte Jakobeit im Harry-Potter-Verlag Carlsen vor. Aber Rosoff trennen Welten von J. K. Rowling oder auch von Stephenie Meyer. Erwachsene, die sich sicherheitshalber in diesem Segment tummeln, weil ihnen altersgemäße Belletristik zu hoch ist, erfahren bei ihr, was eine Literatur schafft, wenn sie nicht mit Plot und Spannungshandwerk, sondern mit sprachlicher Kunstfertigkeit und schillernden Figuren besticht.“

„Die Romane von Meg Rosoff überraschen durch die mutigen Gesten, mit denen sie sich ihres Themas versichern wie auch durch einen sehr eigenen Stil. Eine Sprache der Lakonie, aber ohne Kälte. Da ist eine gewisse Härte, aber Witz, solchen, der ohne Gags auskommt, der Kinderbuchkritiker Franz Lettner [...] hat in einer Rezension von dem ‚dunkelgrauen Humor‘ der Meg Rosoff geschrieben. Es ist eine Sprache, die ihren Ton hält, von der ersten Zeile bis zur letzten Seite.“

## Kritiken
Damals, das Meer (2009)

„Das beste Buch des Jahres auszuwählen ist ein großartiges Unterfangen. Groß im Sinne von gewagt, unter Abertausenden von Neuerscheinungen das Buch zu finden, das in allem überzeugt, kann das gelingen? Großartig auch im Sinne von beglückend, denn wenn ein solches Buch entdeckt ist, folgt man mit Staunen den Sätzen in eine Welt, zu der nur Bücher Zutritt verschaffen, in das stille Reich der Imagination. Der Jugendroman Damals, das Meer ist ein solches Buch. Der Autorin Meg Rosoff ist ein Roman gelungen, ein Kunstwerk von betörender Schönheit, das die Übersetzerin Brigitte Jakobeit mit angemessener Lakonie atmosphärisch dicht ins Deutsche übertragen hat. [...] Warum die Entscheidung der Jury zu Meg Rosoff ging? Vielleicht war es dies vollkommene Zusammenspiel von mutiger Konzeption und Dramatik, Stil und bewegender Annäherung an das, was Jungsein bedeutet – nämlich aus den schmerzlichsten Erfahrungen ein Bewusstsein seiner selbst zu entwickeln. Ein Text, dessen Ton in der makellosen Übersetzung ohne den geringsten Missklang ist. Ein Buch, das man nicht ohne Bedauern beenden kann. Es ist in der letzten Zeit viel darüber gerätselt worden, warum ausgerechnet im Kinder- und Jugendbuch die Verkaufszahlen explodieren. Um über 20 Prozent! Gleich wird der böse Verdacht gestreut, Leser, die in sich noch nicht die Tellkampsche Turm-Reife spüren, könnten sich in eine Infantilisierung flüchten. Ein typisch deutsches Missverständnis. Ein Werk wie das von Meg Rosoff wendet sich an Leser ab 14 Jahren und ist für alle oberhalb dieser Altersstufe, wie viele große Texte der Weltliteratur, eine wundervolle Herausforderung. Das haben womöglich einige Leser gemerkt.“

„In diesem Moment nennt der alte Erzähler erstmals seinen Namen. Als ob er endlich sich selbst erkannt und verstanden hätte, was auch der Kern dieses großartigen Buches ist: dass die schmerzlichsten Zeiten des Lebens zugleich die schönsten und wahrhaftigsten sind, weil sie es möglich machen, die eigene Sehnsucht zu begreifen und das Leben in die Hand zu nehmen.“

Davon, frei zu sein (2010)

„Geschichten über das Erwachsenwerden gibt es wie Sand am Meer, aber solche, die auch den Ansprüchen erwachsener Leser genügen, sind rar. Meg Rosoff zielt auf die Herzen der Jugendlichen, treffen tut sie – das haben ihre bisherigen, mehrfach preisgekrönten Bücher gezeigt – ebenso die Herzen älterer Leser.“

Oh. Mein. Gott. (2012)

„Warum ist diese Welt eigentlich so ein heilloser, chaotischer Ort? Ganz einfach: Weil der Allmächtige Bob heißt und 19 ist. Das zumindest behauptet Meg Rosoff – im wohl besten Jugendroman der Saison.“

„Der neue Roman von Meg Rosoff ist schräg, respektlos und ein göttliches Vergnügen.“

So lebe ich jetzt (2005)

„Ein hartes Buch, ohne Zweifel, doch keineswegs düster, vielmehr zwischen dramatischem Plot und jugendlichem Humor wechselnd. Der in London lebenden amerikanischen Autorin gelingt ein erstaunliches Debüt von großer Intensität, ein von Daisy atemlos erzählter Bericht mit eigenwilliger Interpunktion, ein großes Buch, das mit dem Guardian Fiction Award ausgezeichnet wurde und seit langem in England zu Recht auf der Bestsellerliste für Erwachsene steht.“

„Und doch - da ist Vielversprechendes: Temperament, Flair und die Authentizität einer neuen Erzählstimme, die auch von der Übersetzung virtuos wiedergegeben wird. Vor allem zeigt sich hier eine Geisteshaltung, die sich nicht damit bescheidet, jung zu sein und zwischen niedrig gehängten Fixpunkten, sprich Tops, Make-up und ‚total süßen Kerlen‘, hin und her zu gongen, wie anderenorts zu lesen, sondern innere Welt vermittelt. Für ein Debüt ist das schon eine ganze Menge.“

Was wäre wenn (2007)

„Nach ihrem vor drei Jahren erschienenen preisgekrönten Debüt So lebe ich jetzt demonstriert Rosoff mit was wäre wenn emphatisch die Weite ihres schriftstellerischen Repertoires. Ihr luzides Erzählen, das hier noch den Ausnahmezustand von Panik und Paranoia lakonisch seziert, verstört angesichts der permanenten Unruhe des Jungen. Der abgründige, oft zynische Humor, Ironie und launische Willkür bereiten dem hämischen Spiel des Schicksals den Parcours. In kurzen Intermezzi meldet es sich selbst zu Wort und behauptet seine Allmacht. Wo immer Justin Zuflucht sucht, was immer er anstrengt, um sich zu tarnen, es endet in wörtlichem Sinne fatal. Jenseits von Kolportage und Problembuch präsentiert Meg Rosoff ein herrlich eigenwilliges Terrain. Ihr literarisches Vexierspiel mit Justin wie mit dem Leser verwendet surreale, magisch-neurotische Momente zur Manipulation einer – nahezu – vorstellbaren Geschichte. Ob beispielsweise Justins einziger Freund Peter existiert, bleibt ungewiss. Zu der ausgefallenen Struktur des Romans gehört auch, dass keine Perspektive durchgehalten wird. Eine Herausforderung für den Leser, komponiert für eine intensive Lektüre abseits konventioneller Pfade.“

„Mit Was wäre wenn (im Original Just in Case) bestätigt sie eindrucksvoll, dass ihr erzählerischer Blick auf das Leben in der frühen Adoleszenz herausragend ist. Mit schwarzem Humor, aber voller Wohlwollen ihren Figuren gegenüber, erzählt sie vom Drama des Erwachsenwerdens und der Suche nach Identität.“

## Bibliografie
- London Guide – Your Passport to Great Travel. Open Road, Washington 1995, ISBN 978-1-883323-21-9 (geschrieben zusammen mit Caren Acker).
- How I Live Now. Penguin Books, London 2004, ISBN 978-0-14-131801-1 (deutsch So lebe ich jetzt. Aus dem Englischen von Brigitte Jakobeit. Carlsen, Hamburg 2005, ISBN 978-3-551-58138-9. Taschenbuchausgabe: Fischer ISBN 978-3-596-81110-6).
- Meet Wild Boars. Henry Holt, New York 2005, ISBN 978-0-312-37963-6.
- Just in Case. Penguin Books, London 2006, ISBN 978-0-14-131806-6 (deutsch Was wäre wenn. Aus dem Englischen von Brigitte Jakobeit. Carlsen, Hamburg 2007, ISBN 978-3-551-35988-9).
- What I Was. Penguin Books, London 2007, ISBN 978-0-14-132246-9 (deutsch Damals, das Meer. Aus dem Englischen von Brigitte Jakobeit. Carlsen, Hamburg 2009, ISBN 978-3-551-58196-9).
- mit Sophie Blackwell: Jumpy Jack and Googily. Henry Holt, New York City 2008, ISBN 978-0-8050-8066-7.
- Wild Boars Cook. Henry Holt, New York 2008, ISBN 978-0-8050-7523-6.
- The Bride´s Farewell. Penguin Books, New York 2009, ISBN 978-0-14-132340-4 (deutsch Davon, frei zu sein. Aus dem Englischen von Brigitte Jakobeit. Fischer, Frankfurt am Main 2010, ISBN 978-3-8414-2115-9).
- Vamoose! Penguin Books, London 2010, ISBN 978-0-14-132914-7.
- There Is No Dog. Penguin Books, London 2011, ISBN 978-0-14-132717-4 (deutsch Oh. Mein. Gott. Aus dem Englischen von Brigitte Jakobeit. Fischer, Frankfurt am Main 2012, ISBN 978-3-10-066070-1).
- Picture Me Gone. Penguin Books, London 2013, ISBN 978-0-14-134403-4 (deutsch Was ich weiß von dir. Aus dem Englischen von Brigitte Jakobeit. Fischer, Frankfurt am Main 2014, ISBN 978-3-596-85625-1).
- The Great Godden, Penguin Books, London 2020, ISBN 978-1-5362-1585-4 (deutsch Sommernachtserwachen. Aus dem Englischen von Brigitte Jakobeit. Fischer, Frankfurt am Main 2021, ISBN 978-3-7373-4251-3).
- Friends Like These, Bloomsbury YA, 2022,  ISBN 978-1-5266-4613-2.

## Verfilmungen
- 2013: How I Live Now, Regisseur: Kevin Macdonald

## Auszeichnungen
- 2004: Guardian Award für So lebe ich jetzt
- 2005: Michael L. Printz Award für So lebe ich jetzt
- 2005: Branford Boase Award für So lebe ich jetzt
- 2005: Shortlist beim Booktrust Teenage Prize für So lebe ich jetzt
- 2005: Buch des Monats des Instituts für Jugendliteratur im September für So lebe ich jetzt
- 2005: Luchs des Jahres für So lebe ich jetzt
- 2005: Eule des Monats im November für So lebe ich jetzt
- 2005: Shortlist LA Times Book Prize für So lebe ich jetzt
- 2005: Shortlist Whitbread Children’s Book Award für So lebe ich jetzt
- 2006: Bronzener Lufti für So lebe ich jetzt
- 2006: Nominierung für den Deutschen Jugendliteraturpreis in der Kategorie Jugendbuch für So lebe ich jetzt
- 2006: Carnegie Medal für Was wäre wenn
- 2006: Shortlist Los Angeles Times Book Prize in der Kategorie Jugendbuch für Was wäre wenn
- 2007: Shortlist Booktrust Teenage Prize für Was wäre wenn
- 2007: Shortlist Costa Children’s Book Award für Damals, das Meer
- 2007: Shortlist Carnegie Medal für Damals, das Meer
- 2007: Eule des Monats im Juli für Was wäre wenn
- 2008: Deutscher Jugendliteraturpreis in der Kategorie Jugendbuch für Was wäre wenn
- 2009: Luchs des Jahres für Damals, das Meer
- 2016: Astrid-Lindgren-Gedächtnis-Preis
- 2021: Luchs des Monats (Dezember) für Sommernachtserwachen, zusammen mit der Übersetzerin Brigitte Jakobeit

## Festivalteilnahmen
- 2008: Edinburgh Book Festival
- 2008: Kinder- und Jugendprogramm des 8. internationalen literaturfestivals berlin im September